# Loxosomella triangularis
Loxosomella triangularis är en bägardjursart som beskrevs av Nielsen 1966. Loxosomella triangularis ingår i släktet Loxosomella och familjen Loxosomatidae. Inga underarter finns listade i Catalogue of Life.